# Frederick Hamilton Hauck
Frederick Hamilton Hauck (Long Beach, 1941. április 11.–) amerikai teszt pilóta, űrhajós.

## Életpálya
1962-ben a  Tufts Egyetemen fizikából diplomázott. A haditengerészetnél kommunikációs tisztként kezdett. A haditengerészet megbízásából oroszul tanult. 1966-ban a Massachusetts Institute of Technology keretében nukleáris technológiából doktorált. 1968-ban pilóta jogosítványt szerzett.  114 harci bevetést hajtott végre Vietnámban. 1971-ben a haditengerészeti teszt pilótája. Repülőgépei voltak, az A–6 Intruder, az A–7 Corsair II, az F–4 Phantom II valamint az F–14 Tomcat. Az USS Enterprise repülőgép-anyahajón hadműveleti tiszt. Több mint 5500 órát (repülő/űrrepülő) töltött a levegőben
1978. január 16-tól Lyndon B. Johnson Űrközpontban részesült űrhajóskiképzésben. Az STS–1, STS–2 űrprogram támogató (kiképzett űrhajósként tanácsadó, feladatmegoldó) állományának tagja. A Space Shuttle tesztpilótája, felkészült az első éjszakai leszállásra. 1985-ben az Űrhajózási Irodában projekt tiszt. 1986-tól a NASA Külkapcsolatoki tanácsadója (kongresszusi, polgári, nemzetközi, kormányközi és oktatási ügyek). Három űrszolgálata alatt összesen 18 napot, 3 órát és 7 percet (436 óra) töltött a világűrben. Űrhajós pályafutását 1989. április 3-án fejezte be. 1990 októberében belépett AXA Biztosító társaságba, a műholdak indítási és működtetési kockázati ágazat vezetője. 2005-ben nyugállományba vonult.

## Űrrepülések
- STS–7, a Challenger űrrepülőgép 2. repülésének küldetés pilótája. Legfőbb feladata az Anik C–2, az Palapa–B–1 valamint az SPAS–01 műholdak pályairányba helyezése a Canadarm kezelésével. 40 órás üzemidő után a Canadarm segítségével elfogta a SPAS–01-et, amit visszahoztak a Földre. Az első űrhajós aki telepített, majd a robotkar segítségével elfogott egy műholdat. Első űrszolgálata alatt összesen 6 napot, 2 órát és 23 percet (147 óra) töltött a világűrben.
- STS–51–A, a Discovery űrrepülőgép 2. repülésének parancsnoka. A küldetésen a legénység pályára állított két kommunikációs műholdat (Anik D–2, az Syncom IV–1) , két – már a világűrben keringő – másikat pedig befogott és visszahozott a Földre. Második űrszolgálata alatt összesen 7 napot, 23 órát és 44 percet töltött a világűrben, 127 alkalommal kerülte meg a Földet.
- STS–26, a Discovery űrrepülőgép 7. repülésének parancsnoka. A küldetésen a legénység pályára állított egy kommunikációs műholdat (TDR–C. Harmadik űrszolgálata alatt összesen 4 napot, 1 órát és 00 percet töltött a világűrben, 64 alkalommal kerülte meg a Földet.